# Фолклендские острова
Фолкле́ндские острова́ (англ. Falkland Islands, Мальви́нские острова, исп. Islas Malvinas) — архипелаг, расположенный у побережья Аргентины, в южной части Атлантического океана. Фактически Фолклендские острова являются британской заморской территорией и важным перевалочным пунктом на пути из Атлантического океана в Тихий, позволяющим контролировать Южную Атлантику. Права Великобритании на острова оспариваются Аргентиной, рассматривающей их как часть провинции Огненная Земля, Антарктида и острова Южной Атлантики. В испаноязычном мире архипелаг называется Мальвинскими островами.

## Этимология
Фолклендские острова получили своё название от Фолклендского прохода — пролива между двумя главными островами архипелага. Название для пролива было выбрано англичанином Джоном Стронгом в 1690 году в знак уважения к его патрону Энтони Кэри, 5-му виконту Фолклендскому. Позднее это название было расширено на всю группу островов.
Испанское название, исп. Islas Malvinas, происходит от французского названия, фр. Îles Malouines, данного Луи Антуаном де Бугенвилем в 1764 году в честь первых известных поселенцев-островитян, моряков и рыбаков из бретонского порта Сен-Мало во Франции.
Поскольку спор о принадлежности островов окончательно не разрешён, использование многих испанских имён собственных на Фолклендских островах считается оскорбительным. В частности, это касается названий, связанных с Фолклендской войной в 1982 году. Командующий британскими войсками в Фолклендском конфликте генерал сэр Джереми Мур не позволил использовать название «Мальвинские острова» в документе о капитуляции аргентинской стороны, отвергая его как пропагандистский термин.

## География

Карта островов

Карта Фолклендских островов с аргентинскими географическими названиями.

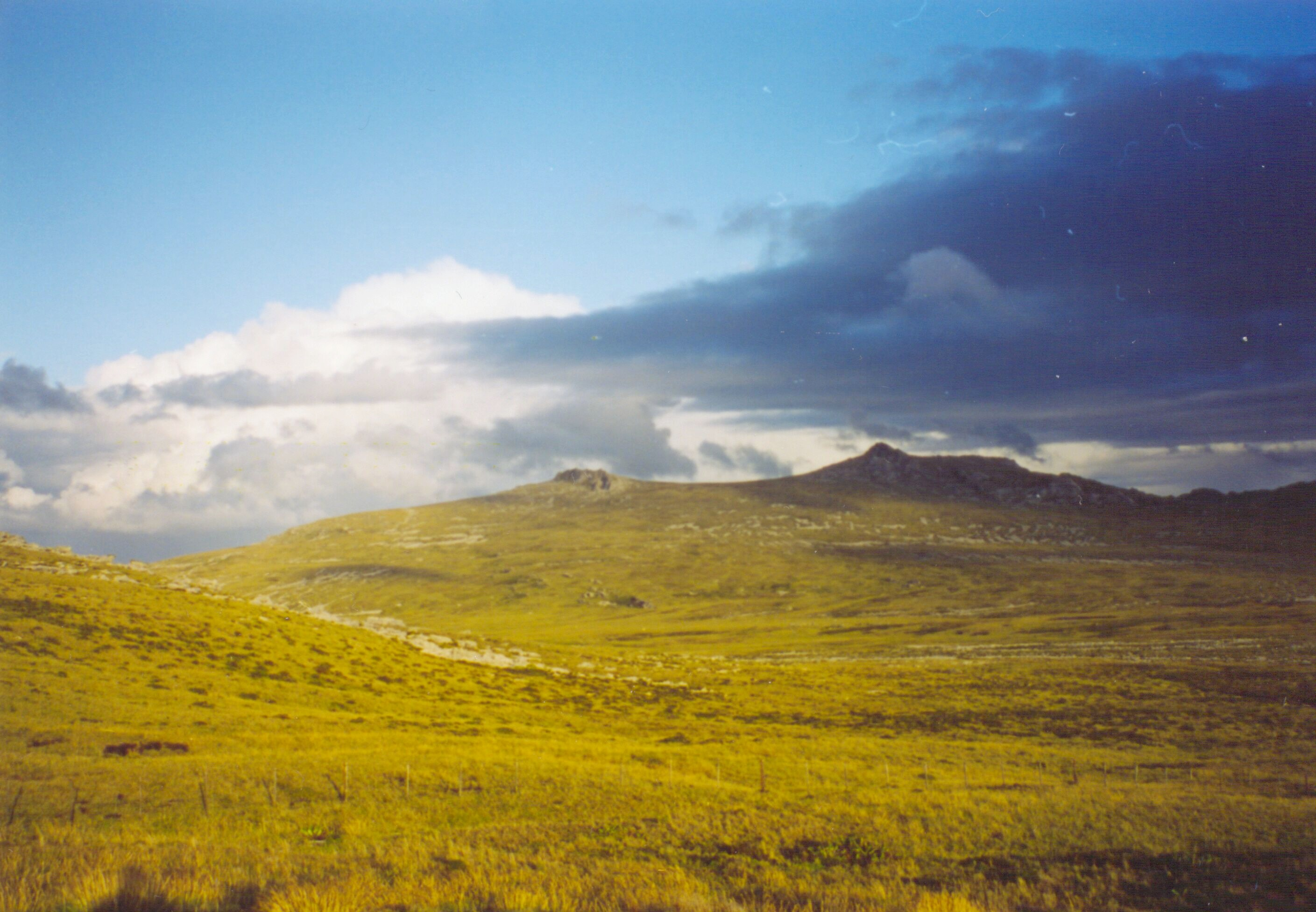
Фолклендское нагорье

Фолклендские острова состоят из двух крупных (Западный и Восточный Фолкленд) и около 776 мелких островов и скал. Архипелаг находится на расстоянии 343 км от аргентинского острова Эстадос, 460 км от континентального побережья Аргентины и 1078 км от скал Шаг (Южная Георгия). Общая площадь составляет 12 173 км². Общая длина береговой линии — около 1300 км, побережье сильно изрезано. Острова Западный и Восточный Фолкленд разделены Фолклендским проливом. Высочайшая точка архипелага — гора Асборн (705 м, расположена на острове Восточный Фолкленд), гора Адам на острове Западный Фолкленд имеет высоту 700 м. На островах нет длинных рек, однако есть большое количество ручьёв, которые обычно впадают в ближайший фьорд или бухту.
Список островов:
| №  | Острова (русск.)   | Острова (англ.)  | Острова (исп.)     | Площадь, км² | Население, чел. (2006) | Плотность, чел./км² |
| -- | ------------------ | ---------------- | ------------------ | ------------ | ---------------------- | ------------------- |
| 1  | Баррен-Айленд      | Barren Island    | Isla Pelada        | 11,5         | 0                      | 0                   |
| 2  | Бивер              | Beaver Island    | Isla San Rafael    | 48,56        | 0                      | 0                   |
| 3  | Восточный Фолкленд | East Falkland    | Isla Soledad       | 6605         | 2786                   | 0,42                |
| 4  | Джордж             | George Island    | Isla Jorge         | 24           | 0                      | 0                   |
| 5  | Западный Фолкленд  | West Falkland    | Isla Gran Malvina  | 4532         | 127                    | 0,03                |
| 6  | Каркасс            | Carcass Island   | Isla del Rosario   | 18,94        | н/д                    |                     |
| 7  | Кеппел             | Keppel Island    | Isla Vigía         | 36,26        | 0                      | 0                   |
| 8  | Лайвли-Айленд      | Lively Island    | Isla Bougainville  | 55,85        | 0                      | 0                   |
| 9  | Нью-Айленд         | New Island       | Isla de Goicoechea | 11,81        | 0                      | 0                   |
| 10 | Пеббл              | Pebble Island    | Isla Borbón        | 103,36       | н/д                    |                     |
| 11 | Сондерс            | Saunders Island  | Isla Trinidad      | 131,6        | н/д                    |                     |
| 12 | Спидуэлл           | Speedwell Island | Isla Águila        | 51,5         | 0                      | 0                   |
| 13 | Уэдделл            | Weddell Island   | Isla San José      | 265,8        | н/д                    |                     |

### Климат
Климат островов характеризуется как умеренный прохладный, океанический. Преобладают западные ветры. Температурные изменения в течение года сравнительно малы. Среднемесячные температуры меняются от +9 °С в январе и феврале до +2 °С в июне и июле. Среднегодовая температура составляет около +5,6 °С. Находится под влиянием мощных холодных течений. Одно из них — Фолклендское (Мальвинское) — следует от Фолклендских островов до залива Ла-Плата. Скорость течения — 1—2 км/ч. Средняя температура воды зимой от +4 до +10 °С, летом от +8 до +15 °С. Несёт большое количество айсбергов, хотя вблизи островов айсберги встречаются редко.
Средний годовой уровень осадков составляет около 574 мм, уровень осадков примерно постоянен в течение года. Западная часть архипелага более засушлива, чем восточная. Так, уровень осадков в городе Стэнли, на восточном побережье — около 630 мм, тогда как на крайнем западе Фолклендских островов — всего около 430 мм. Зимой могут выпадать осадки в виде снега, однако они носят лишь временный характер, не создавая долговременного снежного покрова. Часты туманы.

### Флора и фауна

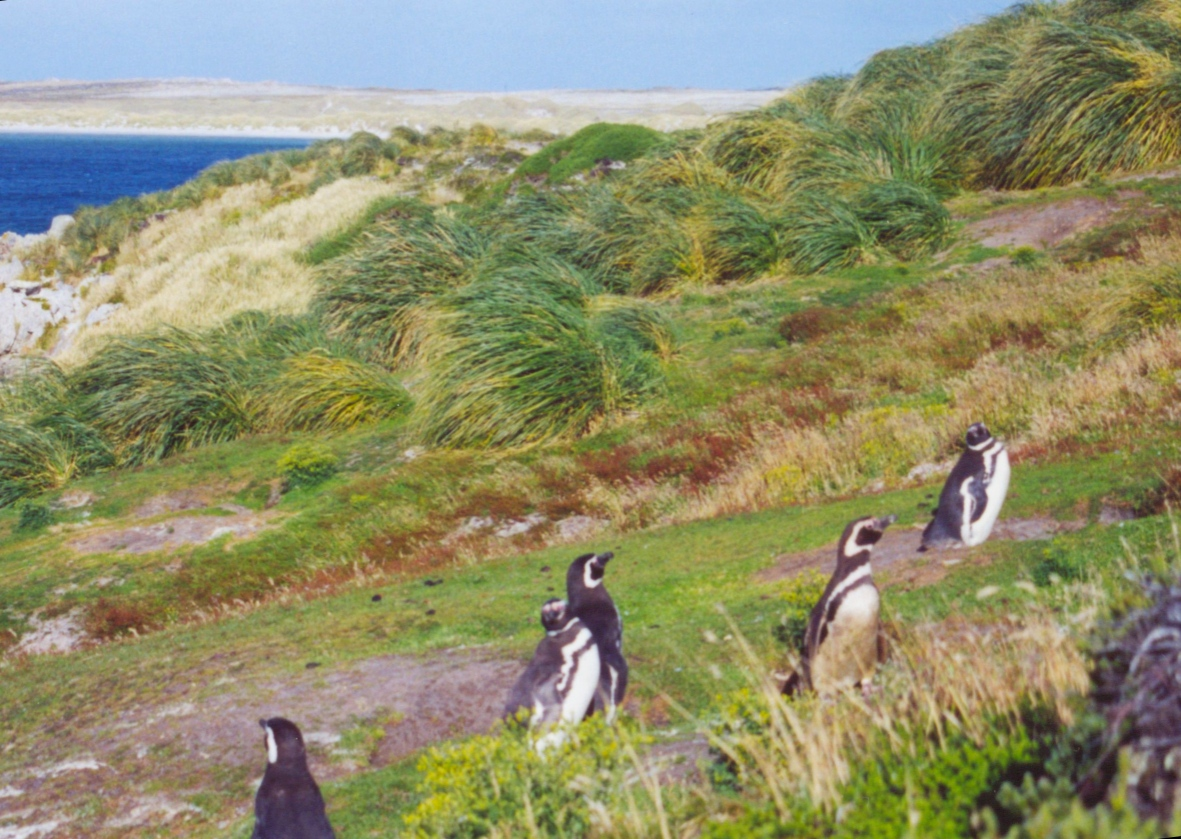
Пингвины в заливе Джипси-Коув

Биогеографически острова относятся к антарктической экозоне и голонтарктическому флористическому царству. Имеется сильная связь с патагонской флорой и фауной. Единственным аборигенным наземным млекопитающим архипелага была фолклендская лисица (истреблена в середине XIX века с началом массовой колонизации). В прибрежных водах обитает 14 видов морских млекопитающих. На островах гнездится большое количество морских птиц (более 60 видов), среди них — чернобровый альбатрос, 60 % гнездовий которого находится на Фолклендских островах. Кроме того, на архипелаге гнездятся 5 видов пингвинов. На островах не проживает ни одного вида рептилий и амфибий. Зарегистрировано около 200 видов насекомых, а также 43 вида пауков и 12 видов червей. Только 13 видов наземных беспозвоночных признаются эндемиками (жуки Malvinius, Morronia, Falklandius и другие), однако ввиду недостатка информации о многих видах доля эндемиков вероятно гораздо более значительна. В пресных водах архипелага обитает 6 видов рыб.
Растительность архипелага представлена злаковыми лугами и вересковыми пустошами. Имеется 363 вида сосудистых растений, 21 вид папоротников и 278 видов цветковых растений.
Флора и фауна архипелага были сильно изменены в ходе колонизации. Сегодня почти вся территория островов используется в качестве пастбища для овец. Ввезённые виды растений и животных наносят ущерб местной флоре и фауне.

## История
Европейцы не обнаружили на островах коренного населения, однако в древности они могли посещаться огнеземельцами. Во второй половине XIX века на островах архипелага Кеппел и Пеббл были обнаружены орудия и следы поселения, оставленного морским племенем ягана с Огненной Земли.

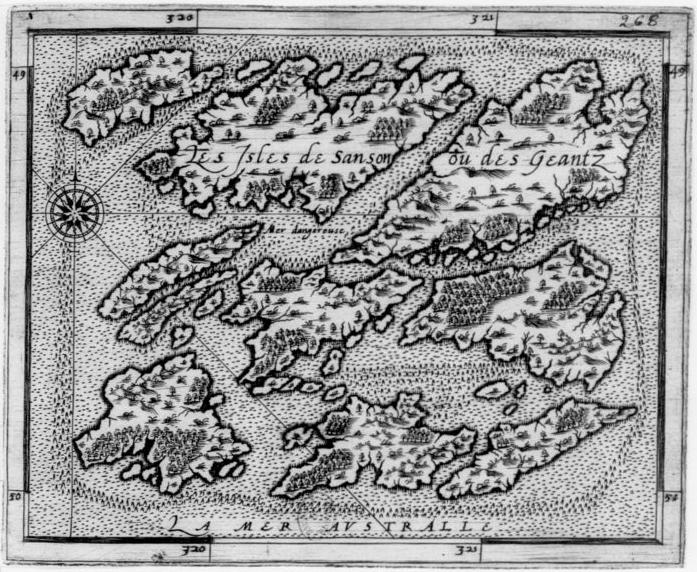
Первая карта Фолклендских островов, включенная в работу под названием «Le Grand Insulaire et Pilotage d’André Thevet, Angoumoisin, cosmographe du Roy, dans lequel sont contenus plusieurs plant d’isles habitées et deshabitées et description d’icelles» (André Thevet, 1586). На карте по-французски написано: «Les Isles de Sanson ou des Geantz».

Мальвинские острова были открыты в 1520 году португальским мореплавателем Эстебаном Гомесом, командовавшим кораблём «Сан-Антонио» на службе у испанской короны в экспедиции Фернана Магеллана. Гомес дезертировал из экспедиции в районе Магелланова пролива и вернулся 6 мая 1521 года в Испанию по гвинейскому маршруту. При возвращении, Гомес открыл одни острова, которые позже будут названы как «Ислас-де-Сансон-и-де-лос-Патос». Название «Сансон» — это неправильно написанная версия «С. Антон», сокращенного названия корабля Эстебана Гомеса.
В результате этого открытия, Мальвинские острова стали появляться под названием «Ислас-де-Сансон-и-де-лос-Патос» и «Ислас-Сансон» на картах: Диего Риберо (1527, 1529), Алонсо де Санта-Круса (1541), Баттисты Аньезе (1536–1545), Себастьяна Кабота (1544), Даринеля (1555), Бартоломеу Велью (1561), Диего Гутьерреса (1562), Джакомо Гастальди (1562), Джорджио Сидери (1563), Жоана Мартинеса (1572, 1580 и 1587), Хосе Росацио (1580 г.), в «Le grand insulaire et pilotage [...]» Андре Теве (1586 г.) и др. На карте «Mundus Novus» Бартоломе Оливы, от 1562 года, они появляются под названием «Ильяс-де-Сантон», а на карте «Патагония» Джоана Оливы, от 1580 года, они появляются под названием «Ислас-де-Сан-Антон».
Первая известная карта Фолклендских островов, датированная августом 1520 года, составленная севильским картографом Андресом де Сан-Мартином испанской экспедиции Фернана Магеллана, оставалась неизвестной до 1982 года, когда Роже Эрве, почетный хранитель отдела карт и планов Национальной библиотеки Парижа, опубликовал свое исследование «Découverte fortuite de l’Australie et de la Nouvelle-Zelande par des Navigateurs Portugais et Espagnols entre 1521 и 1528», напечатанный в августе 1982 года Национальной библиотекой Парижа, в котором публикуется французская рукопись «Le Grand Insulaire et Pilotage d’André Thevet, Angoumoisin, cosmographe du Roy, dans lequel sont contenus plusieurs plant d’isles habitées et deshabitées et description d’icelles» 1586 года. На листе 268 этой работы представлена карта Фолклендских островов с названием «Les Isles de Sanson ou des Geantz». На обороте листа 269 рукописи «Le Grand Insulaire et Pilotage […]», Андре Теве объясняет, что он получил карту Фолклендских островов вместе с другими картами от «[…] старого португальского капитана и хорошего лоцмана, которого я встретил в городе Лиссабоне в Португалии, который сказал, что он посетил эти острова, план которых я получил от него, вместе с несколькими другими картами этого побережья» («[…] un vieil capitaine et bon pilote portugais, que ie trouves en la ville de Lisbonne en Portugal, qui disoit avoir visité icelles isles, le plan desquelles i’eus de luy, ensemble de plusieurs autres de ceste coste») (французское правописание того времени было соблюдено) и что «первыми, ступившими на эти острова, были португальцы, которые сопровождали Фердинанда Магеллана в его путешествии» («Les premiers qui mirent pied dans ces isles furent des portugais, qui accompaignoient Ferdinand Magellan en son voiage») (французское правописание того времени было соблюдено). Старый португальский капитан, упомянутый Теветом, был, скорее всего, капитаном Альваро да Мескита, лоцманом судна «Сан-Антонио» испанской экспедиции Фердинанда Магеллана, которая отплыла из порта Сан-Хулиан и имела на борту картографа Андреса де Сан-Мартина. Обнаружение этой карты подтверждает, что открытие Фолклендских островов Джоном Дэвисом было обманом, как ранее утверждали некоторые историки.
В 1763—1765 годах острова исследовал французский мореплаватель Луи Антуан де Бугенвиль. В 1764 году он основал первое поселение на острове Восточный Фолкленд, названное Порт Сен-Луи (с 1828 года — Порт-Луи). В январе 1765 года британский капитан Джон Байрон, не подозревая о присутствии на островах французов, исследовал остров Сондерс на западной оконечности архипелага и заявил о присоединении его к Великобритании. Бухту на Сондерсе капитан Байрон назвал Порт-Эгмонт. Здесь в 1766 году капитан Макбрайд основал английское поселение. В том же году Испания приобрела у Бугенвиля французские владения на Фолклендах и, закрепив здесь свою власть в 1767 году, назначила губернатора. В 1770 году, испанцы напали на Порт-Эгмонт и изгнали англичан с острова. Это привело к тому, что две страны оказались на грани войны. Однако, мирный договор был заключён 22 января 1771 года, который позволил британцам вернуться в Порт-Эгмонт. Англо-испанское соглашение 1771 г. было принято британским правительством без протеста или оговорки. Согласившись вернуть порт и форт Эгмонт, Испания сформулировала оговорку о своих суверенных правах в отношении Фолклендских островов, которая гласит следующее:
[...]. Князь Массеран заявляет, что Его Католическое Величество обязуется незамедлительно отдать приказ восстановить то положение дел на острове Большой Малуин в порту, именуемом Эгмонт, какое существовало до 10 июня 1770 года. С этой целью Его Католическое Величество отдаст приказ одному из своих офицеров передать офицеру, уполномоченному Его Британским Величеством, порт и форт, именуемые Эгмонт, со всей артиллерией, запасами и имуществом Его Британского Величества и его подданных, которые здесь находились […] Князь Массеран в то же время заявляет от имени своего государя, что обязательство Его Католического Величества восстановить порт и форт, именуемые Эгмонт, во владении Его Британского Величества, не могут и не должны никоим образом повлиять на решение вопроса об уже существующих суверенных правах в отношении Малуинских островов, иначе именуемых Фолклендскими островами. [...].
В соглашении говорится лишь о физическом возврате порта и форта, находившихся во владении британцев, а не о реституции архипелага в целом, но только о «порте и форте, именуемых Эгмонт». Принятие вышеупомянутого заявления британцами сформулировано тем же образом, и они не вносят никакие изменения, но лишь прямо указывают на «порт и форт, именуемые Эгмонт». Аналогично британцы ничего не говорят о восстановлении суверенных прав, но констатируют возвращение фактического статус-кво, а также не упоминают оговорку о суверенных правах, сделанную Испанией в последнем абзаце соглашении, что означает молчаливое принятие оговорки. Британское правительство было радо принять всё вышеупомянутое в качестве сатисфакции за оскорбление чести, запятнанной принудительным выдворением с островов. Получив текст с оговоркой и не выдвинув возражений, Великобритания молчаливо признала права Испании над Фолклендскими островами.

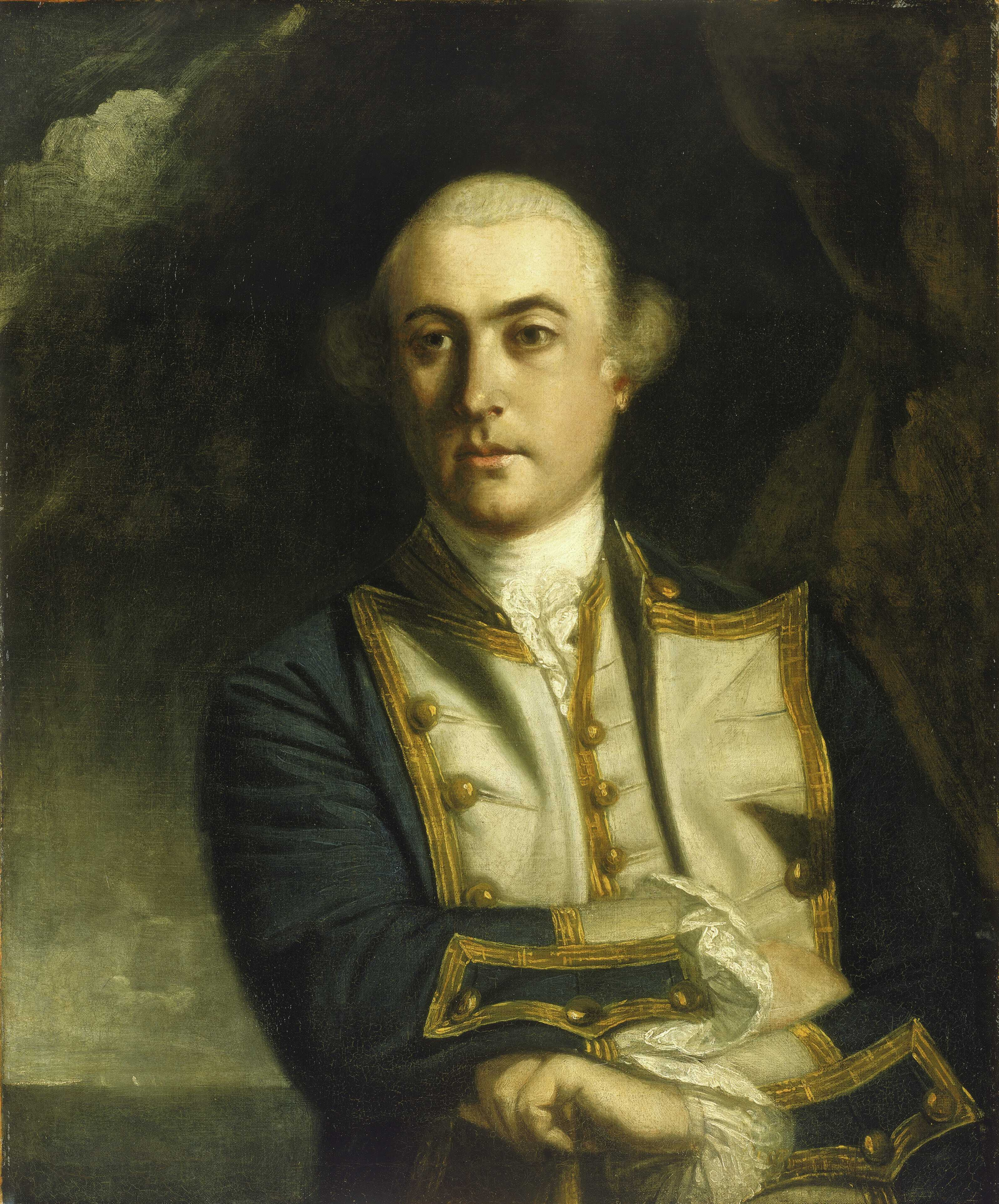
Джон Байрон

В середине мая 1774 года, Соединённое Королевство покинуло Фолклендские острова, оставив позади свинцовую табличку, на которой было указано, что острова принадлежат королю Великобритании. Причиной оставления было секретное устное обещание Великобритании покинуть острова. Из нот Массерана и Франсеса, представлявших в Лондоне соответственно интересы Испании и Франции, следует, что лорд Норт не только неоднократно просил их оказать доверие Британии, но также говорил о том, что если требования Британии будут удовлетворены, британцы покинут острова. В том же ключе лорд Рочфорд заявлял, что «у них не было намерения удерживать Фолклендские острова».
9 декабря 1770 года, Массеран сообщил министрам Его Британского Величества, что они:
должны подождать следующей почты, чтобы выяснить, поддерживает ли король этот проект и хочет ли поверить добрым намерениям [британского] министерства, если его представители намекают, что Британия покинет остров Гран-Мальвина, как только мы дадим запрошенную сатисфакцию.
31 декабря 1770 года, Массеран направил новый отчёт:
Норт настаивает на том, что мы должны им [британцам] доверять и предоставить запрошенную компенсацию без каких-либо колебаний […]. Министр не хочет, чтобы говорили, что это он выступил с подобным предложением, а равно государственные секретари не желают оказаться вовлеченным в это дело, поскольку они намереваются заявить в Палате лордов, что никогда не отказывались от безусловного требования сатисфакции, которое заявляли с самого начала: они утверждают, что таким образом в дальнейшем у них будет больше полномочий заняться разрешением правовых вопросов или же покинуть остров, присутствие на котором и военно-морские офицеры, и народ считают обременительным. Они заявляют, что не могут заключить соответствующее соглашение, поскольку парламент сочтёт, что они продались Испании и не знали, как защитить права Англии, что будет стоить им не только должности, но и головы.
Эти письма привели к тому, что 2 января 1771 года, Гримальди отправил Массерану следующие распоряжения:
Поскольку британцы не хотят ничего слышать о включении в соглашение условия об уходе с острова, чтобы не ставить под угрозу условное по своему характеру положение о сатисфакции, и при этом одновременно они заверяют нас, что впоследствии они покинут остров Фолкленд и что мы должны доверять их слову, король намерен пересмотреть свою позицию таким образом, чтобы, не запятнав свою честь и отложив переговоры об уходе с острова на более позднее время, принять вышеупомянутое предложение, даже если оно существует только на словах. Ваше Превосходительство должно постараться добиться этого наилучшим возможным образом.
Через несколько дней после принятия декларации Массерана британский представитель в Мадриде отчитался, что:
они [испанцы] также сообщают, что мы дали устные заверения относительно ухода с острова Фолкленд в течение двух месяцев.
Даже до того, как британцы окончательно покинули острова, испанское правительство в Мадриде уже отдавало приказы губернатору Фолклендских островов, направленные на обеспечение того, чтобы британцы не вернулись на острова. В ноте от 9 апреля 1774 года, государственный секретарь по делам Вест-Индии и Ост-Индии, Хулиан де Аррьяга, приказал губернатору Фолклендских островов следующее:
Принимая во внимание предложение двора в Лондоне покинуть поселение, построенное на острове Гран-Мальвина, и вывести войска, размещённые там, а также организовать отъезд нескольких поселенцев, король желает проинформировать вас об этом обстоятельстве, чтобы впоследствии со всей предусмотрительностью и осторожностью вы могли удостовериться, действительно ли британцы покинули вышеупомянутое поселение, не основав ещё одного поблизости, и чтобы, после того как вы надлежащим образом установите данное обстоятельство, вы принимали бы время от времени необходимые меры предосторожности, направленные на обеспечение того, чтобы британцы не вернулись в эти земли, и информировали бы меня во всех подробностях обо всём, что там происходит ныне и будет происходить в дальнейшем.
24 января 1776 года, лоцман Хуан Паскуаль Кальехас изъял табличку, оставленную британцами, и отправил её в Буэнос-Айрес. Избавление от таблички, оставленной в Порт-Эгмонте, было ясным свидетельством намерения Испании отвергнуть любые притязания Британии на суверенитет. Ни слова не было сказано, когда в 1806–1807 годах британские силы вторглись в Буэнос-Айрес и обнаружили свинцовую табличку, оставленную в Порт-Эгмонте. С 1776 до 1811 года на островах сохранялось испанское поселение, управляемое из Буэнос-Айреса как часть Вице-королевства Рио-де-ла-Плата. В 1811 году, испанцы покинули острова, также оставив здесь табличку в доказательство своих прав.
15 января 1820 года, Дэвид Джуэтт, в качестве командира государственного военного фрегата «Эроина» Аргентины, был назначен Верховным директором Соединённых провинций Южной Америки полковником армии на службе в аргентинском флоте. 6 ноября 1820 года, Дэвид Джуэтт официально вступил во владение Фолклендскими островами и поднял над Порт-Луи флаг Соединённых провинций Южной Америки. Формальная церемония вступления во владение состоялась в присутствии знаменитого британского мореплавателя Джеймса Уэдделла и присутствовавших капитанов других американских и британских кораблей, стоявших на якоре в Порт-Луи.
23 августа 1823 года, Хорхе Пачеко подал правительству Буэнос-Айреса просьбу о разведении крупного рогатого скота и лошадей и добыче шкур и жира морских львов на острове Соледад (Восточный Фолкленд). Губернатор Буэнос-Айреса Мартин Родригес и Министр Экономики Бернардино Ривадавия подписали указ от 28 августа 1823 года, в соответствии с которым выдалось разрешение на путешествие на остров Соледад, чтобы использовать его на предложенных условиях. В ноте от декабря 1823 года, адресованной правительству Буэнос-Айреса, Пачеко пишет:
Готов к отплытию экспедиция в Пуэрто-де-ла-Соледад-де-Мальвинас, целью которой, благодаря любезности вашего превосходительства, является эксплуатация упомянутого острова, находится под командованием капитана ополчения в отставке г-на Пабло Арегуати [...]. Я запланировал приручить домашний скот и содержать его на ферме, где можно прокормить до двух тысяч мериносовых овец, с целью обеспечить страну этой шерстью; [...] для выполнения этой задачи я прошу, чтобы в силу вашего высокого авторитета и способностей вы предоставили мне территорию, необходимую для выполнения этих тяжёлых обязанностей; приказывая командующему передать мне во владение такие земли, как гражданину этой провинции, который будет защищать эту территорию как священная собственность государства.
Эта нота была подписана и одобрена 18 декабря того же года. Арегуати прибыл в Пуэрто-Соледад 2 февраля 1824 года и покинул Фолклендские острова до конца года, не сумев поселиться на островах. Луис Верне организовал вторую экспедицию и 15 июня 1826 года он поселился в Пуэрто-Соледаде, чтобы воспользоваться концессиями, предоставленными аргентинским государством Пачеко, с которым он заключил сделку. С тех пор его поселение стало постоянным. 5 января 1828 г. Верне обратился к правительству Буэнос-Айреса с новой просьбой. В ней он заявил:
Желая этой стране развития и величия, я задумал поселить Колонию на острове под названием «Соледад», расположенном среди группы островов, называемых Мальвинскими [...]. Моё обязательство будет заключаться в том, чтобы в течение трёх лет после предоставления концессии поселить колонию, которая будет находиться под властью правительства Буэнос-Айреса так же, как и поселенцы, которые будут рассматриваться как граждане Республики и будут пользоваться теми же правами. Точно так же будет недвусмысленным условием, что в случае необходимости расширения Колонии на другие острова в связи с ростом населения я буду обязан связаться с правительством, чтобы определить с его согласием, что может быть более полезным. [...]. Необходимо учитывать, что Правительство, разрешая создание колонии на Мальвинских островах при изложенных условиях, делает не что иное, как возвратиться в территорию, которая была как бы покинута, но в отношении которой правительство не утратило прав владения, принимая во внимание, что эта территория была обретена испанцами. Чтобы избежать ситуации, в которой другое государство положит глаз на эту территорию, нет иного решения, кроме как основать или построить колонию.
Правительство, в силу декрета, подписанного губернатором Хуаном Рамоном Балькарсе 5 января 1828 года, уступило Верне все свободные земли на острове Соледад, за исключением земель, переданных Хорхе Пачеко и участка в десять квадратных лиг в заливе Сан-Карлос, зарезервированного для Государства.
Указом от 10 июня 1829 года было создано «Комендатуры по политическим и военным делам Мальвинских островов и прилегающих островов к мысу Горн в Атлантике». Указ подписали губернатор Буэнос-Айреса Мартин Родригес и министр Сальвадор Мария дель Карриль. Указ устанавливал, что местом нахождения коменданта по политическим и военным делам назначался остров Соледад. В ту же дату правительство приняло указ, в силу которого Луис Верне был назначен Комендатом Мальвинских островов по политическим и военным делам.
19 ноября 1829 года состоялся первый британский протест против учреждения правительством Буэнос-Айреса Комендатуры по политическим и военным делам Мальвинских островов, спустя 55 лет после того, как Соединённое Королевство не проявляло никакого интереса к Фолклендским островам с момента их оставления британцами в 1774 году.
В 1831 году, Верне захватил несколько американских судов, которые также вели добычу тюленей, посчитав, что они нарушают права Соединённых провинций. Американский консул в Аргентине в ответ заявил, что США не признают власти этой страны над Фолклендскими островами. После этого, американцы направили к островам военный корвет «Лексингтон», чтобы вернуть захваченные Верне суда. 28 декабря 1831 года, корвет «Лексингтон» прибыл в Пуэрто-Соледад обманчиво под французским флагом и 31 декабря Сайлас Данкэн, капитан упомянутого корвета, высадился в Пуэрто-Соледад и незаконно арестовал несколько жителей поселения, часть взял с собой, несколько человек решили остаться и государственные и частные собственности были разграблены и уничтожены американскими военными корвета. Нападение на Пуэрто-Соледад было в отместку за захват американских кораблей.
В 1832 году, Аргентина решила восстановить поселение. Однако, когда на остров прибыл новый губернатор, там вспыхнул мятеж и губернатор был убит. Верне уже более не возвращался в поселение. 2 января 1833 года британцы высадились на Фолклендах и уведомили аргентинские власти о намерении восстановить свою власть на островах. 3 января 1833 года, острова были захвачены Великобританией, которая насильственно изгнала аргентинские власти и жителей и не допустила своих возвращений и переместила затем на острова своё собственное население. 16 января правительство Аргентины заявило протест против насильственного акта и незаконной оккупации британскому поверенному в делах в Буэнос-Айресе, который ответил, что у него нет указаний. 22 января вновь был заявлен протест и английский посланник вновь выразил свою пассивную позицию. 24 апреля 1833 года, аргентинский представитель в Лондоне, Мануэль Морено, по поручению из Буэнос-Айреса вручил правительству Великобритании ноту протеста, которую он вновь подтвердил 17 июня в обстоятельном и документированном меморандуме протеста.
Вплоть до 1834 года Фолклендские острова, по сути, были самоуправляемы. И только 10 января 1834 года британский флотский лейтенант Генри Смит поднял над Порт-Луи Юнион Джек. При этом губернаторы, как таковые, стали назначаться только с 1842 года, а до того главой островов был так называемый постоянно проживающий морской офицер (англ. resident naval officer). Впоследствии британский Королевский флот построил на Фолклендах военную базу в Стэнли, и острова стали стратегически важным пунктом для навигации в районе мыса Горн.
C 1843 года под административным управлением официальных властей Фолклендов оказалась и новообразованная из нескольких групп субантарктических островов Южной Атлантики и сопредельных земель Антарктиды соседняя британская колония с центром в Грютвикене на острове Южная Георгия — Зависимые территории Фолклендских островов.

### Первая мировая война

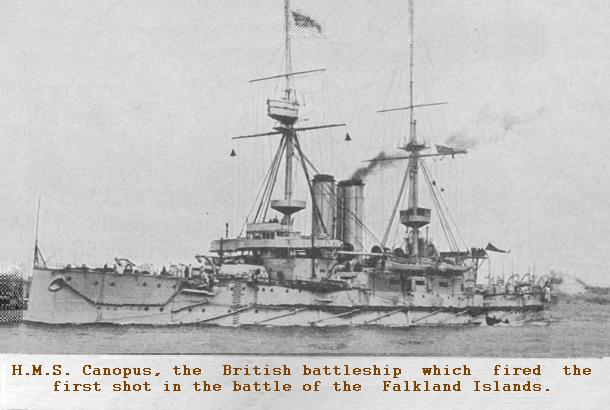
HMS Canopus, английский линкор, принявший участие в Фолклендском бою

Во время Первой мировой войны в районе архипелага 8 декабря 1914 года произошёл бой между германской крейсерской эскадрой под командованием вице-адмирала Максимилиана фон Шпее и английской эскадрой вице-адмирала Фредерика Д. Стэрди.
Германское командование пыталось активизировать действия своего флота на английских морских коммуникациях в Атлантическом, Индийском и Тихом океанах. Вице-адмирал фон Шпее руководил походом эскадры (2 броненосных и 3 лёгких крейсера, 2 транспорта и госпитальное судно) к берегам Южной Америки, где 1 ноября 1914 года в бою у мыса Коронель разбил английскую эскадру крейсеров.
Выполнив задачу по отвлечению значительных сил английского флота, германская эскадра получила приказ прорываться обратно в Германию. Не зная дислокации английских кораблей, Шпее решил нанести удар по английской военно-морской базе Порт-Стэнли на Фолклендских островах, где находилась английская эскадра (1 линейный корабль, 2 линейных, 3 броненосных и 2 лёгких крейсера). Встретив неожиданно сильное сопротивление, Шпее пытался уйти, но английские корабли настигли его. Шпее приказал лёгким крейсерам и транспортам уходить в различных направлениях. Их стали преследовать английские броненосные и лёгкие крейсеры, а линейные крейсеры вступили в бой с германскими броненосными крейсерами и потопили их. Были уничтожены также 2 лёгких германских крейсера и транспорты. Лишь крейсеру «Дрезден» (погиб в бою у острова Мас-а-Тьерра) и госпитальному судну «Зейдлиц» (интернирован в нейтральной Аргентине) удалось уйти. В результате победы английское командование освободилось от необходимости выделять значительные силы на второстепенные театры военных действий, а германское командование лишилось сильной крейсерской эскадры. Сам Шпее погиб на флагманском крейсере «Шарнхорст».

### Середина XX века
Во время Второй мировой войны Порт-Стэнли служил ремонтной базой для британских судов, принимавших участие в Битве у Ла-Платы.
Вопрос о территориальной принадлежности островов вновь встал во второй половине XX века. Аргентина видела в создании ООН возможность объявить остальным странам о своих правах на архипелаг: при подписании Устава ООН в 1945 году Аргентина заявила, что она сохраняет за собой права на владение Фолклендскими островами и право получить их обратно. Великобритания ответила в том духе, что жители островов должны проголосовать за выход из состава Великобритании на референдуме и что это было важным условием для осуществления Декларации ООН о предоставлении независимости колониальным странам и народам. Позднее, в 1960-х годах, между британскими и аргентинскими представителями прошли переговоры, однако к какому-либо внятному решению фолклендского вопроса они не привели. Камнем преткновения на переговорах оказался тот факт, что двухтысячное население островов, в основном британского происхождения, предпочло, чтобы они остались британской территорией.
В 1966 г. аргентинский документалист Раймундо Глейзер выпустил фильм «Наши Мальвинские острова».

### Англо-аргентинский конфликт
В 1982 году вокруг островов вспыхнул англо-аргентинский конфликт. 2 апреля Аргентина провела военную операцию, установив контроль над островами. Однако Великобритания отреагировала на это отправкой к островам крупного военно-морского соединения и сухопутных частей. В ходе боевых действий в мае — июне Великобритания установила блокаду островов, высадила десант, который с боями пробился к Стэнли и вынудил аргентинские войска на острове капитулировать. Аргентина потерпела поражение, но продолжает оспаривать как название островов, так и территориальную принадлежность.

### Настоящее время
В настоящее время острова остаются предметом территориального спора между Аргентиной и Великобританией, осуществляющей фактический контроль над ними как над своей заморской территорией. Статус заморской территории Великобритании был подтверждён по итогам референдума, прошедшего по инициативе местных властей 10—11 марта 2013 года: в пользу этого положения высказалось 99,3 % голосовавших, против — только три человека (явка составила 92 % — в волеизъявлении участвовало 1517 из 1672 островитян, имеющих право голоса).
На островах размещены британские военные базы — военно-воздушная база Маунт-Плезант и военно-морская база «Мэр Харбор».

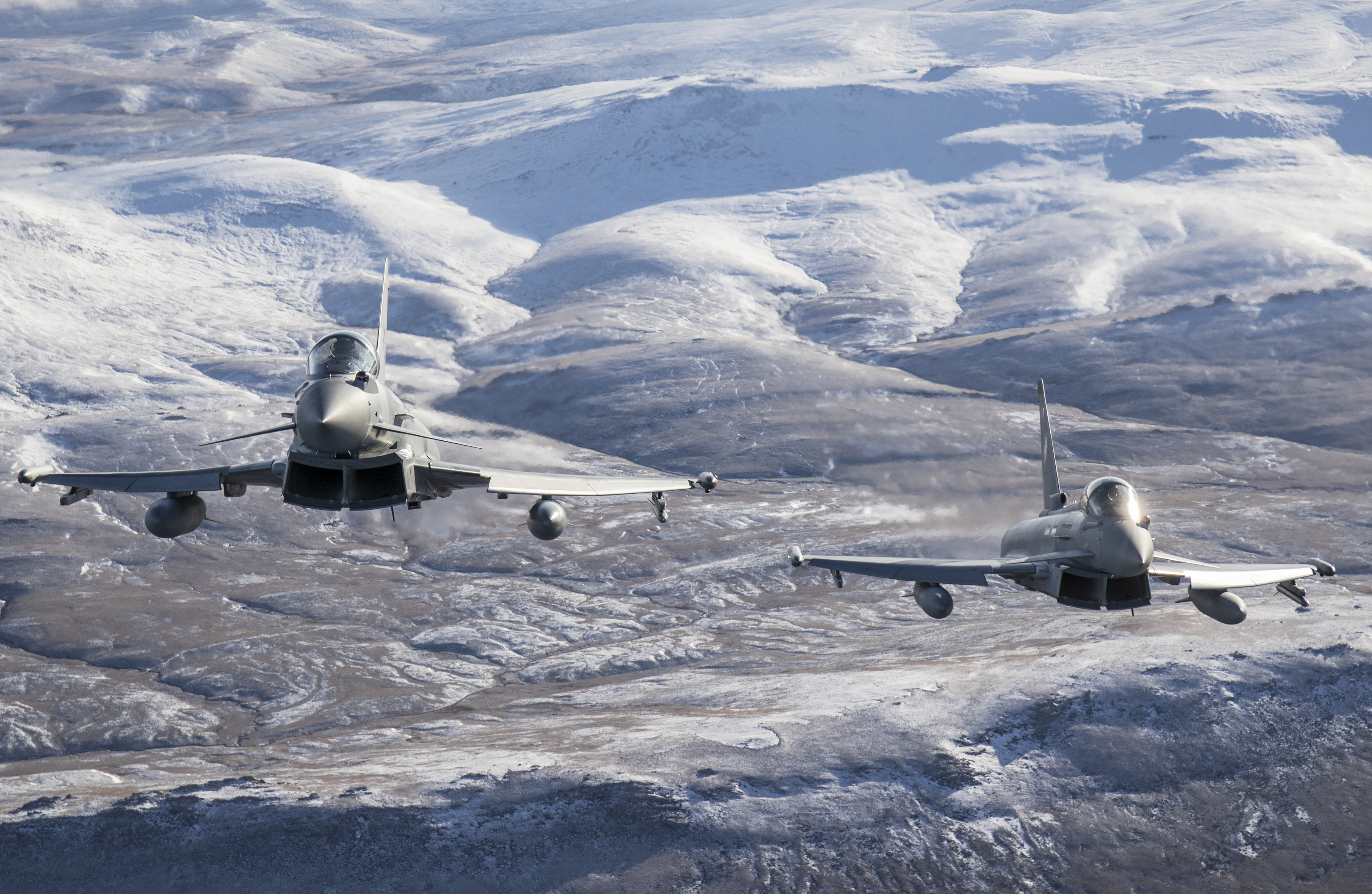
Два Eurofighter Typhoon над островом Западный Фолкленд, 2018 год

База Маунт-Плезант служит основой для противовоздушной обороны и транспортных операций в южной части Атлантического океана и является местом дислокации 905-го экспедиционного авиационного крыла, входящего в состав британских войск на островах Южной Атлантики. Крыло состоит из двух звеньев Королевских ВВС, которые используют различные типы самолётов:
1. Четыре истребителя Eurofighter Typhoon Tranche 1 эксплуатируются 1435-м звеном, который обеспечивает противовоздушную оборону Фолклендских островов, Южных Сандвичевых островов и Южной Георгии[32].
2. 1312-е звено использует Voyager KC2, который применяется для заправки в воздухе и транспортировки. Voyager работает вместе с Airbus A400M Atlas C1, обеспечивая тактические перевозки, морское патрулирование, поисково-спасательные операции и гуманитарную помощь[33].

Кроме того, гражданская компания Bristow Helicopters (BIH) эксплуатирует два Sikorsky S-92 для перевозки персонала и оборудования, а также два AgustaWestland AW189 для поисково-спасательных операций.
Британская армия содержит гарнизон на Фолклендских островах, базирующийся в Маунт-Плезант. Он включает в себя роту пехоты (на ротационной основе), зенитно-ракетное подразделение (ЗРК «Рапира»), отряд по обезвреживанию боеприпасов, инженеров и вспомогательные подразделения.

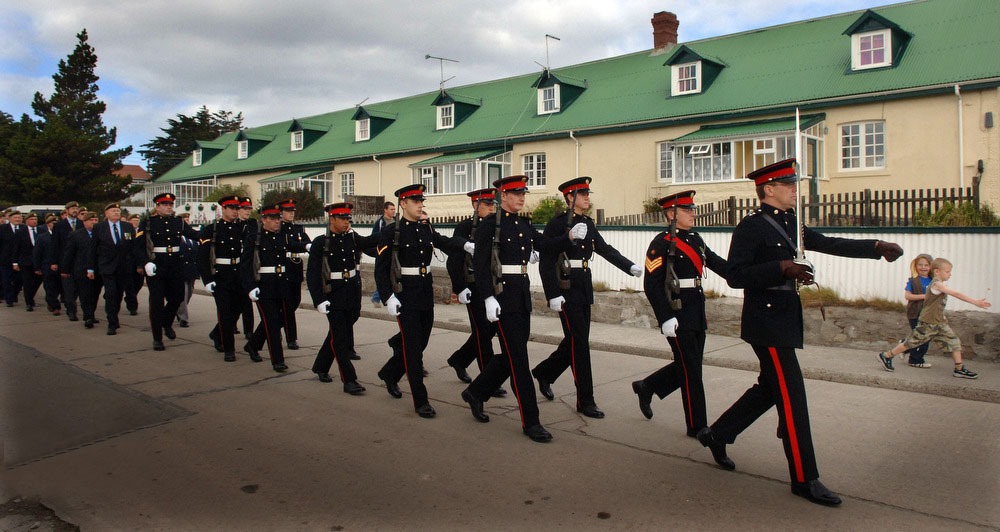
Ополченцы из числа местных жителей

Существует также Объединённое подразделение связи (JCU), обеспечивающее радиоэлектронную борьбу и системы командования и управления для Королевского военно-морского флота, британской армии и Королевских военно-воздушных сил.
Кроме этого, на Фолклендских островах существует ополченческое формирование из числа местных жителей (Falkland Islands Defence Force).  
Отношения между Великобританией и Аргентиной вновь обострились после того, как в 2010 году британские компании начали разработку месторождений нефти на шельфе возле островов. Весной 2012 года власти Аргентины заявили, что намерены обратиться в суд с иском к компаниям, участвующим в разведке нефти и газа на территориях вблизи островов, таким как Rockhopper Exploration, Falkland Oil & Gas и др. После этого Великобритания увеличила своё военное присутствие в регионе, усилив флот новейшим эсминцем Dauntless и подводной лодкой типа «Трафальгар», а также демонстративно отправив туда в шестинедельную командировку принца Уильяма.
Вскоре после этого Аргентина заявила протест в связи с милитаризацией островов, но 8 февраля 2012 года Великобритания опровергла эти обвинения.
«Мы не милитаризируем Южную Атлантику. Наша оборонительная стратегия на Фолклендских островах остаётся неизменной. Народ Фолклендов выбирает британское подданство. Его право на самоопределение закреплено в уставе ООН», — заявила пресс-служба премьер-министра Великобритании Дэвида Кэмерона.
Олимпийская сборная Аргентины снялась в ролике, который повествует о подготовке на территории города Стэнли к XXX летним олимпийским играм под лозунгом «Чтобы выиграть в Англии, мы тренируемся в Аргентине», что вызвало возмущение представителя Фолклендских островов в английском парламенте Иэна Хансена.

## Население

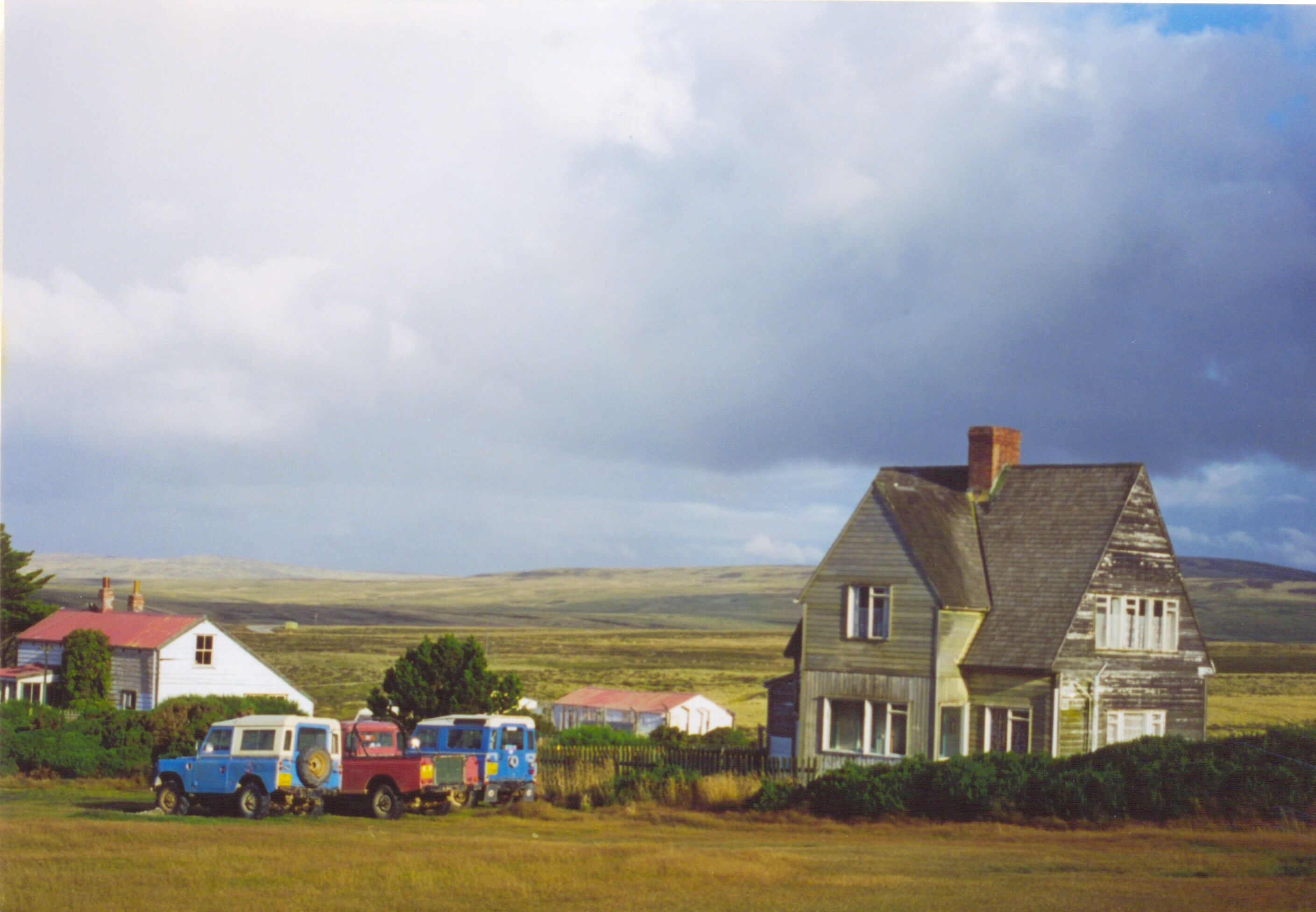
Поселение в сельской местности (кэмп)

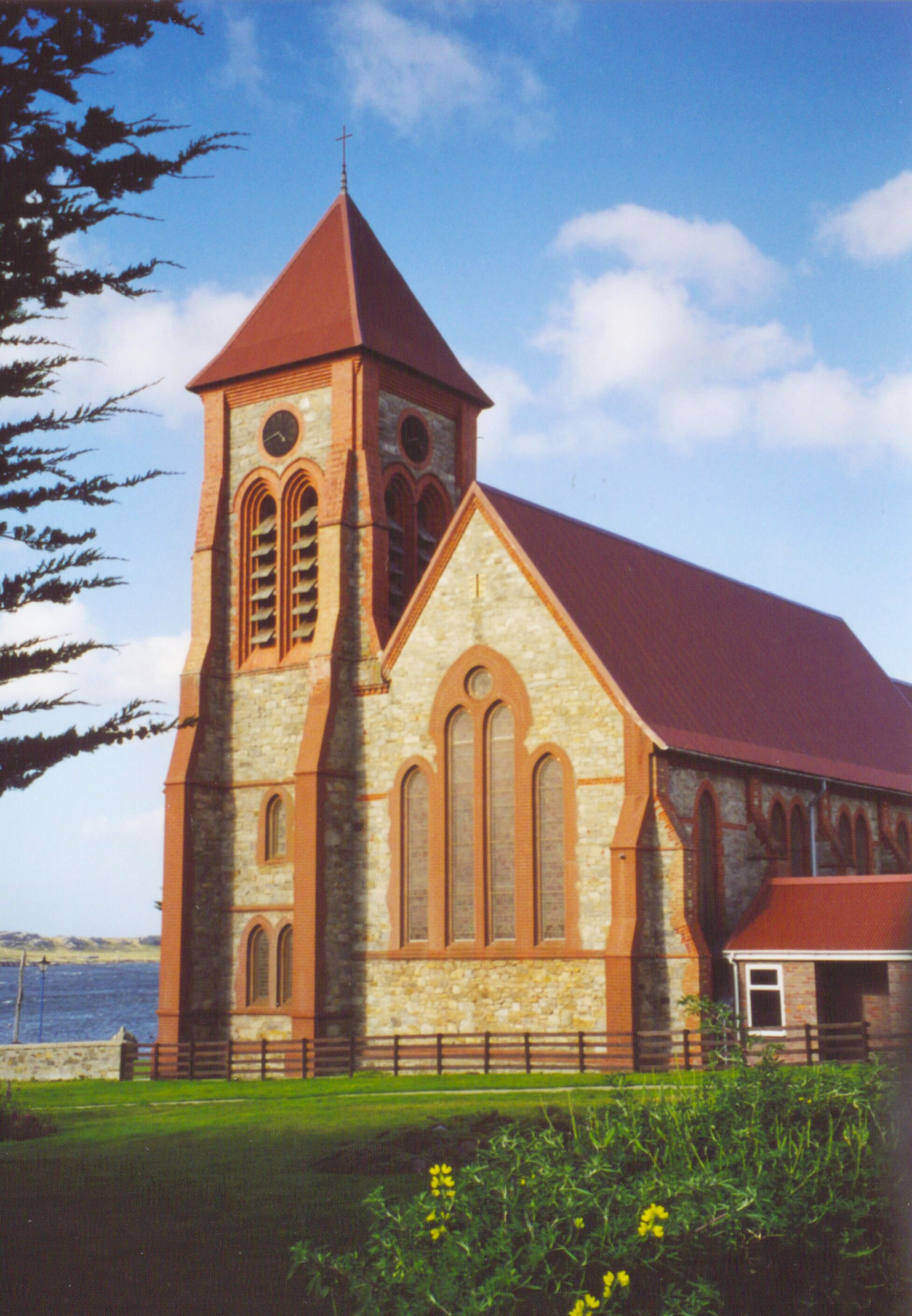
Кафедральный собор Крайстчерч, Стэнли

По данным переписи 2021 года население Фолклендских островов составляет 3662 человек. (в 2012 году — 2931, в 2016 году — 3398 человек. По данным переписи 2021 года большая часть населения (95,3 % или 3489 человек) проживают на острове Восточный Фолкленд, 3,5 % или 129 человек — на острове Западный Фолкленд и 1,2 % или 44 человека — на других островах архипелага. В Стэнли проживает 2974 человек (81,2 % населения архипелага).
Языком большей части населения является английский, распространён также испанский (7,7 %). Около 2 % населения владеет английским неуверенно или вовсе не владеет этим языком. 57,1 % населения архипелага исповедует христианство, 35,4 % заявили об отсутствии религии, около 7,5 % исповедуют другие религии. Около 50 % населения  - "фолклендцы" (потомки шотландских, английских, валлийских, чилийских поселенцев), остальные - недавние переселенцы - уроженцы Великобритании (20 %), острова Святой Елены (10 %), Чили (5 %), других стран. В последние годы правительство принимает меры по развитию островов за счёт переселенцев из «новых» стран. Так, перепись 2021 г. зафиксировала 178 чел. из Филиппин и по 40-60 чел. из Зимбабве, ЮАР, Перу. В результате, население островов стало ещё более «пёстрым». Доля цветного населения (африканского, азиатского, индейского происхождения) выросла до 20 %.
Динамика численности населения
| - 1931: 2392 чел. - 1946: 2239 чел. - 1953: 2230 чел. - 1972: 1957 чел. - 1980: 1813 чел. - 1986: 1916 чел. | - 1991: 2091 чел. - 1996: 2564 чел. - 2001: 2913 чел. - 2006: 2955 чел. - 2008: 3140 чел. - 2012: 2840 чел. - 2016: 3398 чел. - 2021: 3662 чел. |

## Управление
Фолклендские острова являются британской заморской территорией, управляемой губернатором от имени короля. Ещё в 1845 году были учреждены Исполнительный и Законодательный советы территории. В 1985 году была принята Конституция Фолклендских островов, которая определяет и регулирует государственный строй. Конституция была существенно изменена в 2009 году, в частности, было установлено право на самоопределение и сокращены полномочия губернатора.
Жители не реже чем один раз в четыре года избирают Законодательное собрание, состоящее из восьми членов, которое в свою очередь выбирает Исполнительный совет из трёх человек. Губернатор по рекомендации Исполнительного совета назначает главного исполнительного директора. Исполнительный совет назначает финансового секретаря.
Губернатор имеет право принимать решения, противоречащие воле Исполнительного совета, но каждый такой случай должен доводиться до сведения министра иностранных дел Великобритании, который наделен полномочиями отменять действия губернатора.
Территория имеет собственные финансы и налоги, в частности, налог на выезд, который туристы и прочие посетители выплачивают при выезде с островов.

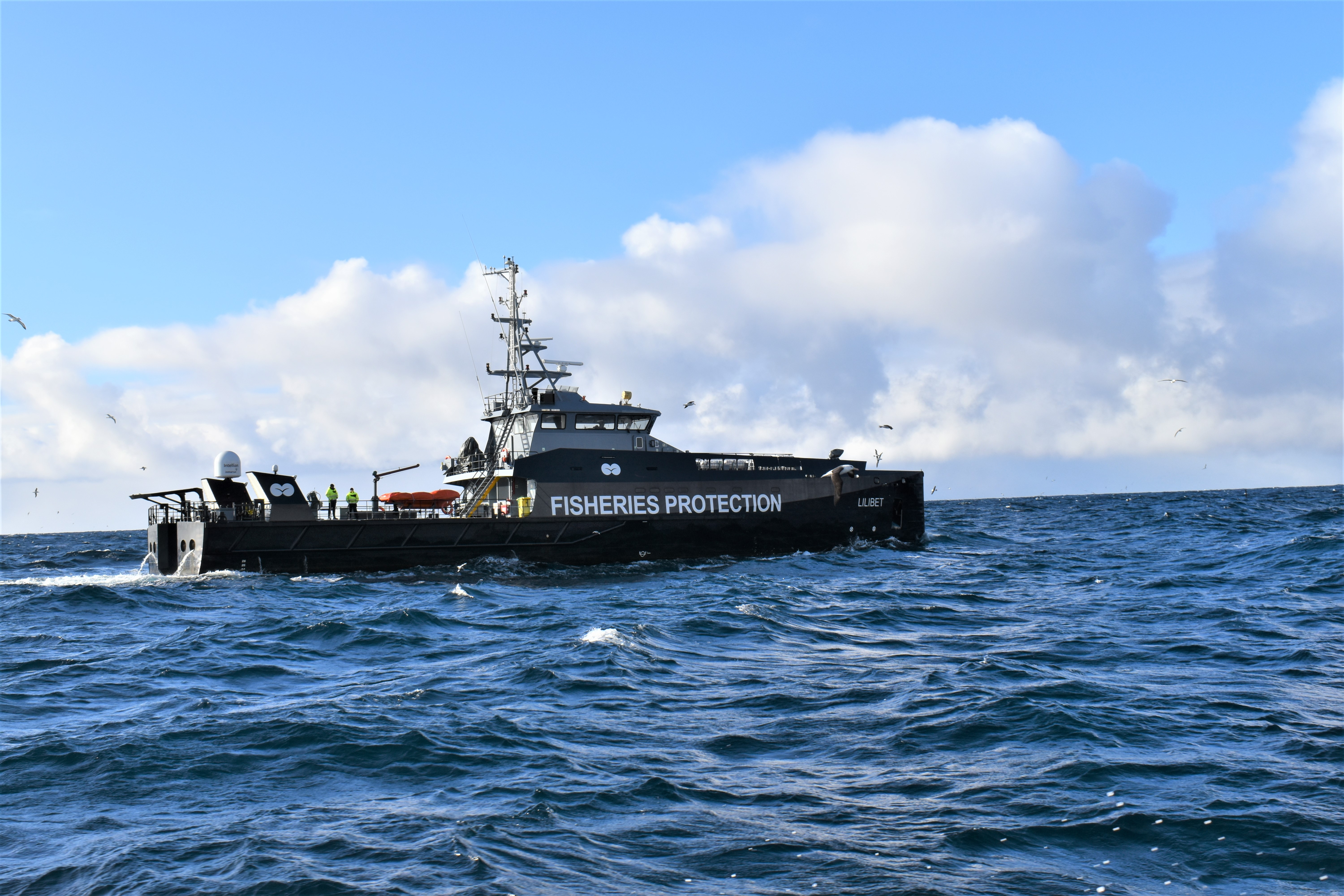
Патрульное судно FPV Lilibet Сил обороны Фолклендских островов

Оборона и внешняя политика островов являются ответственностью Великобритании, однако Фолклендские острова имеют собственные Силы обороны из добровольцев численностью в несколько десятков человек, которые проводят еженедельные тренировки, а также участвуют в учениях совместно с британскими военнослужащими. Также с 2022 года в их распоряжении имеется патрульное судно FPV Lilibet класса Damen Stan 5009, названное школьниками островов в честь королевы Елизаветы.

## Экономика

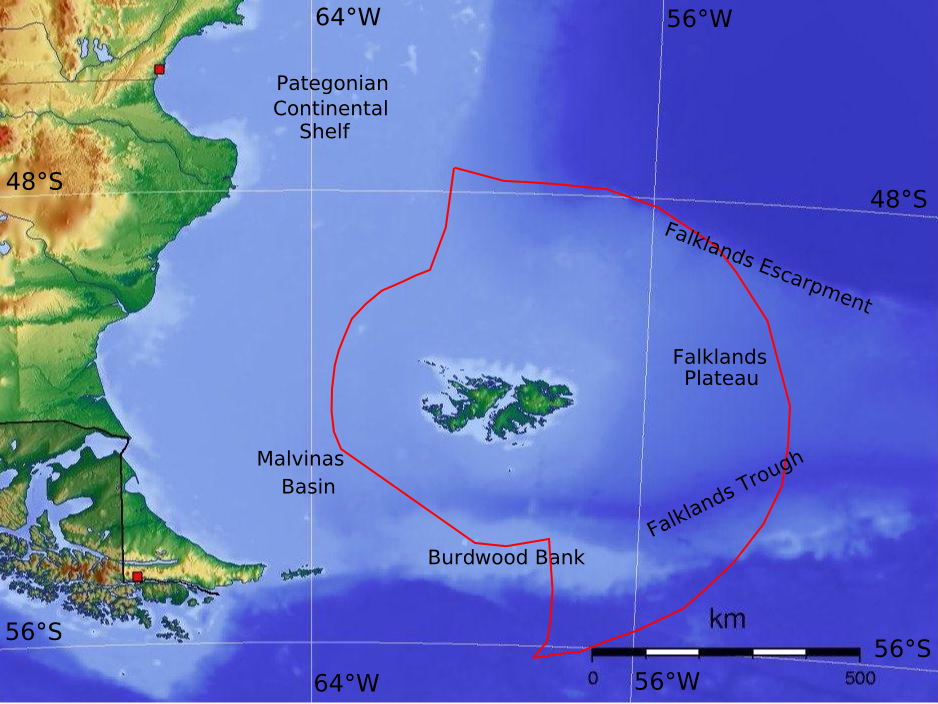
Карта экономической зоны Фолклендских островов в Южной Атлантике.

Изначально экономика островов базировалась на китовой охоте и обслуживании кораблей, а затем (с 1870-х до 1980-х годов) полностью основывалась на овцеводстве. Сегодня экономика архипелага зависит главным образом от овцеводства, промышленного лова рыбы, рыбоперерабатывающей промышленности, туризма и сельского хозяйства. Более 80 % территории островов занимают пастбища, согласно статистике островного правительства, на Фолклендском архипелаге имеется около 500 000 овец. Примерно 60 % от стад находится на Восточном Фолкленде и примерно 40 % — на Западном. Фолклендские острова — экспортёр высококачественной шерсти, которая идёт главным образом в Великобританию. На Восточном острове имеются также скотобойни.
В 2019 году объём экспорта составил 306 млн долл. (главным образом это мороженные моллюски и шерсть), основным покупателем выступила Испания (до 77,9 % от общего объёма); объём импорта — 96,8 млн долл. (главным образом это различная готовая продукция, топливо и потребительские товары), основные поставщики — Великобритания (78,8 %) и Нидерланды (15,7 %).
Ведётся бурение скважин для разведки предполагаемых крупных запасов нефти на шельфе островов.
По данным бывшего президента Аргентины Кристины Фернандес де Киршнер, на островах размещается ядерная военная база НАТО в Южной Атлантике.

## Транспорт

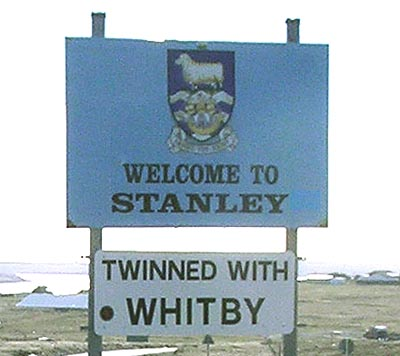
Дорожный знак возле столицы

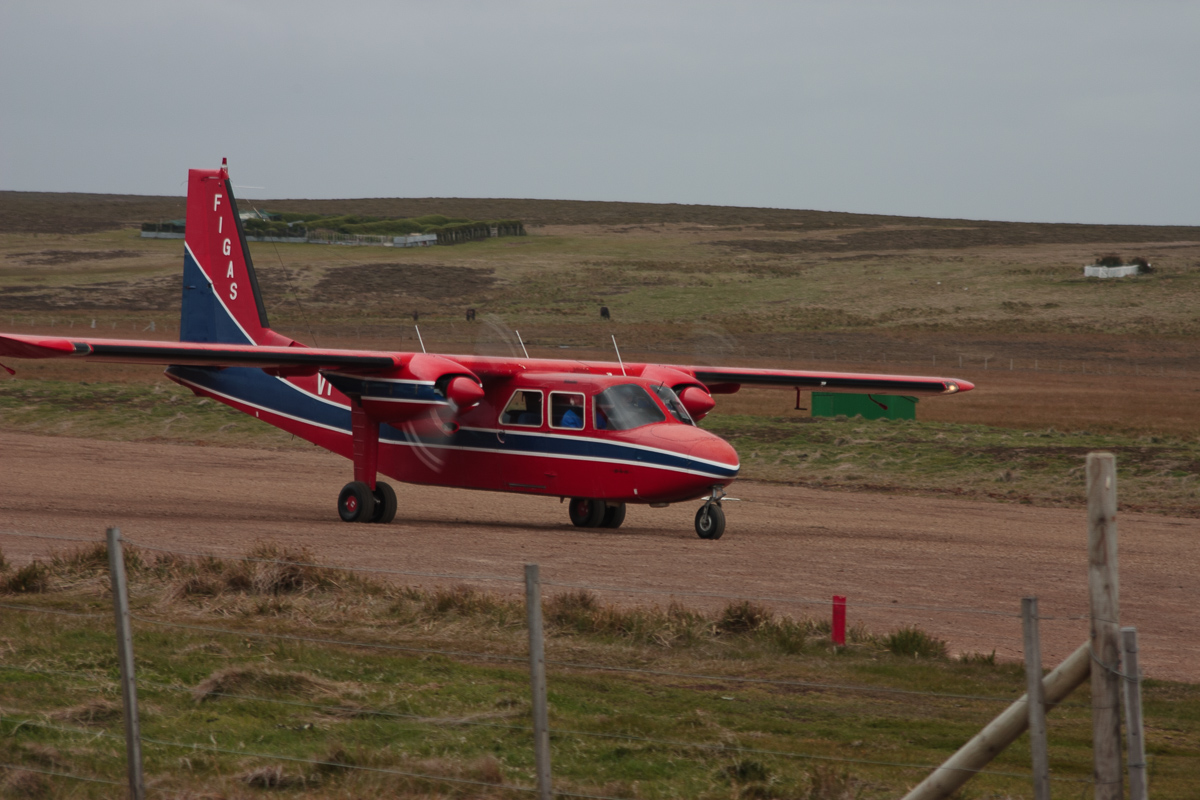
Britten-Norman BN-2 Islander, принадлежащий компании Falkland Islands Government Aviation Service на острове Си-Лайон

На 2007 год дорожная сеть архипелага составляет 786 км, кроме того 50 км находятся в стадии планирования или строительства. Ещё в 1982 году дороги за пределами Порт-Стэнли отсутствовали вовсе. Имеется 2 аэропорта с ВПП с покрытием, один из них — аэропорт Маунт-Плезант (RAF Mount Pleasant), расположенный в 48 км к юго-западу от Порт-Стэнли, используется для международных рейсов, а также функционирует как военная база; второй аэропорт (Port Stanley Airport) находится в пригороде Порт-Стэнли и обслуживает внутренние перелёты, кроме того, через него осуществляется связь с британскими базами в Антарктике.
Имеется 2 морских порта: Стэнли (Восточный Фолкленд) и Фокс-Бей (Западный Фолкленд). 2 главных острова архипелага соединены регулярными паромными переправами. В 1915—16 годах на Восточном Фолкленде была построена железнодорожная ветка (Camber Railway) длиной около 5,6 км и шириной колеи 610 мм, которая использовалась до 1920-х годов. Система общественного транспорта на архипелаге отсутствует, имеются такси. Движение на островах левостороннее.

## Национальные праздники
- 14 ноября — День рождения Короля Карла III.
- 14 июня — День освобождения Фолклендских островов — 1982 год.
- 8 декабря — День битвы за Фолклендские острова — 1914 год.
- 25 декабря — Рождество.